# Ламборгини, Ферруччо
Ферру́ччо Ламборги́ни (итал. Ferruccio Lamborghini; 28 апреля 1916 года, Ченто, Феррара, Италия — 20 февраля 1993 года, Перуджа, Италия) — итальянский промышленник и бизнесмен, основатель Lamborghini Trattori, Automobili Lamborghini и ещё ряда компаний.

## Биография

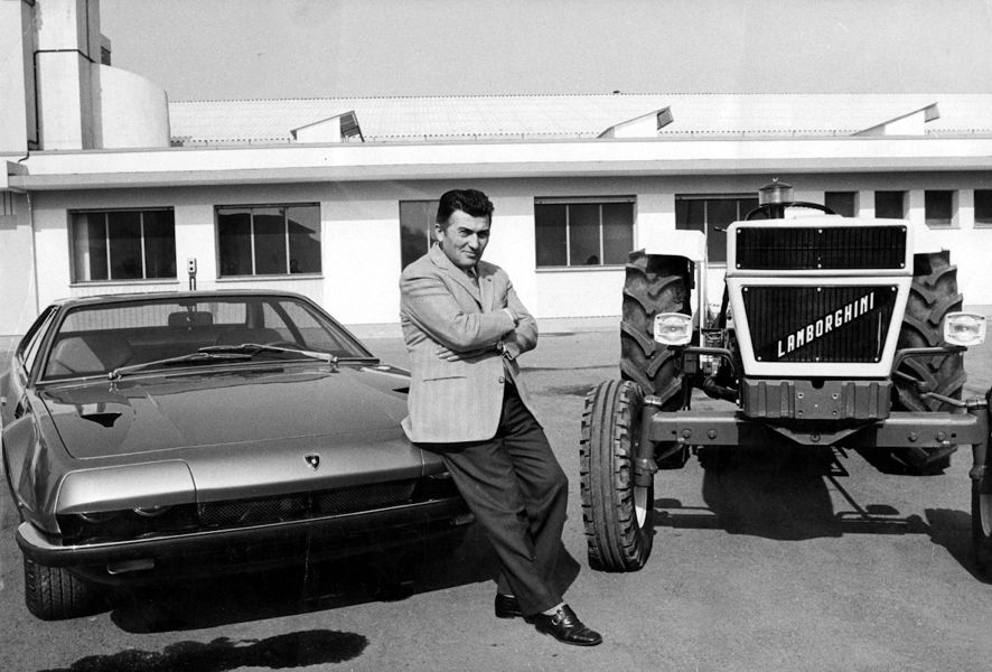
Ферруччо Ламборгини между «Харамой» и трактором

Ферруччо Ламборгини родился 28 апреля 1916 года в небольшой деревне Ренаццо, неподалёку от Ченто (провинции Феррара). Его родители Антонио и Эвелина Ламборгини занимались земледелием. Ферруччо с детства интересовался техникой, и родители, видя увлечения сына, в одном из сараев фермы создали небольшую мастерскую, в которой Ферруччо отливал детали, необходимые для техники на ферме, а также для конструирования различных собственных механизмов. Однажды при отливке одной из деталей в цеху произошёл небольшой взрыв, который чуть не привёл к пожару на всей ферме.
Он изучал курс промышленных технологий в университете Fratelli Taddia, который располагался недалеко от Болоньи. В 1940 году Ламборгини был призван в Королевские военно-воздушные силы Италии, где служил механиком на острове Родос. Получил должность начальника отдела технического обслуживания автомобилей. Попал в плен к англичанам.

### После Второй мировой войны
В 1947 году Ферруччо вернулся домой, где занялся переоборудованием военной техники для нужд сельского хозяйства. В 1948 он участвовал в гонке Mille Miglia на самостоятельно переоборудованном Fiat Topolino и попал в аварию. Позже Ламборгини основал компанию Lamborghini Trattori S.p.A. и в 1949 году выпустил трактор собственной конструкции.
В 1960 году Ламборгини основал  вторую компанию Lamborghini Bruciatori по производству промышленного охладительного оборудования.
Оба предприятия Ламборгини оказались весьма успешными и оказали значительный вклад в развитие разрушенной войной экономики Италии.

### ОснованиеAutomobili Lamborghini S.p.A.

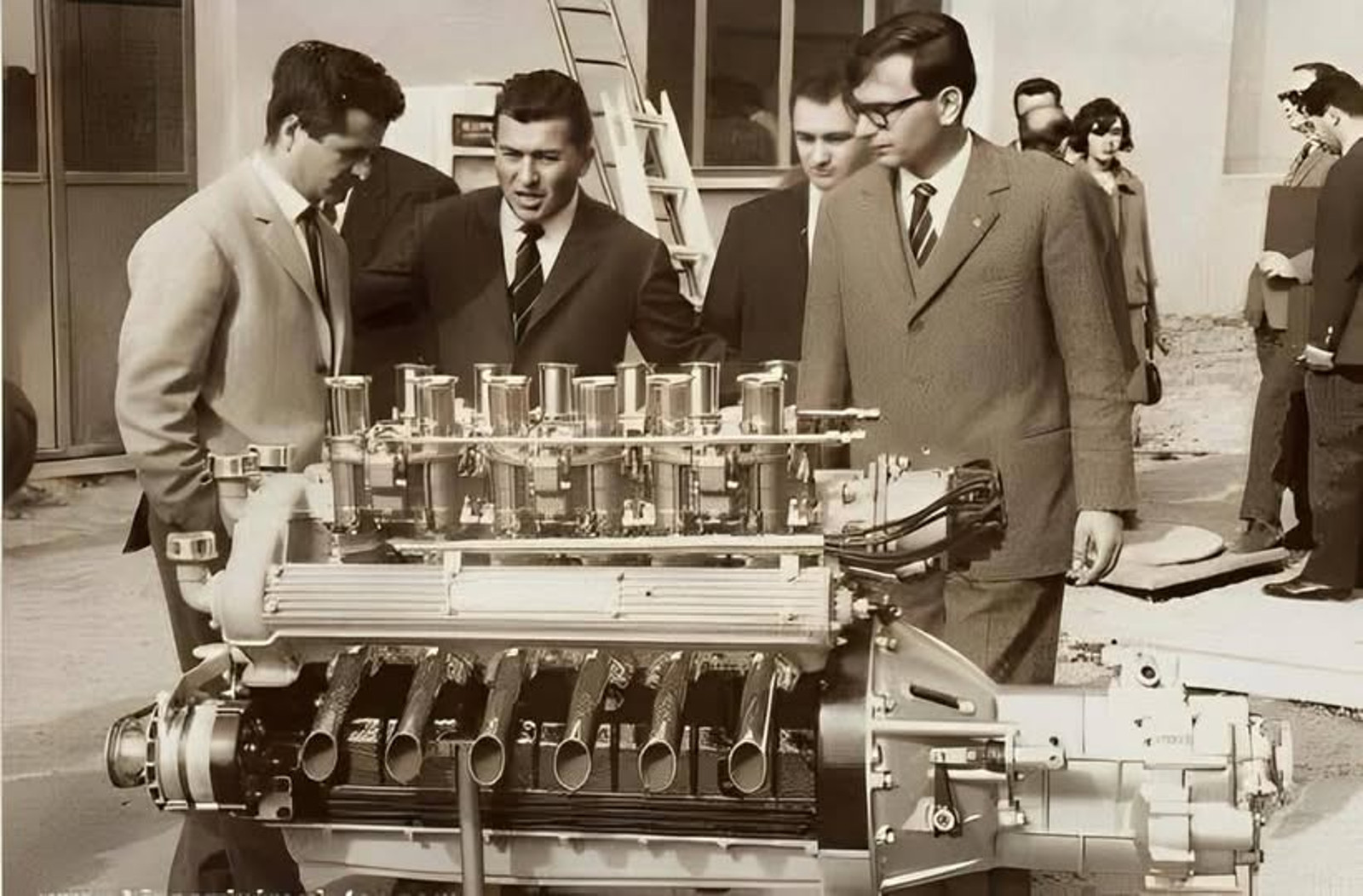
Слева направо: Джотто Биззарини, Ферруччо Ламборгини и Джан Паоло Даллара в Сант’Агате Болоньезе в 1963 году с прототипом двигателя Lamborghini V12.

Богатый владелец фирмы Lamborghini Trattori S.p.A. по производству тракторов, Ферруччо Ламборгини был любителем спортивных автомобилей. Он обратил внимание, что сцепление у автомобилей «Феррари» было подобным тому, что Ферруччо использовал в своих тракторах, но отличалось низкой надёжностью. Именно поэтому он обратился с критикой к Энцо Феррари. Ферруччо был шокирован ответным заявлением Энцо, что производитель тракторов не имеет права критиковать автомобили Феррари. Обиженный, Ламборгини загорелся идеей «создать лучший Феррари, чем у Феррари».
С этой целью в 1963 году он основал свою фабрику Automobili Ferruccio Lamborghini S.p.A. неподалёку от фабрики Феррари в коммуне Сант-Агата-Болоньезе и пригласил для работы бывших инженеров Феррари — Джана Паоло Даллара и Боба Уоллеса.

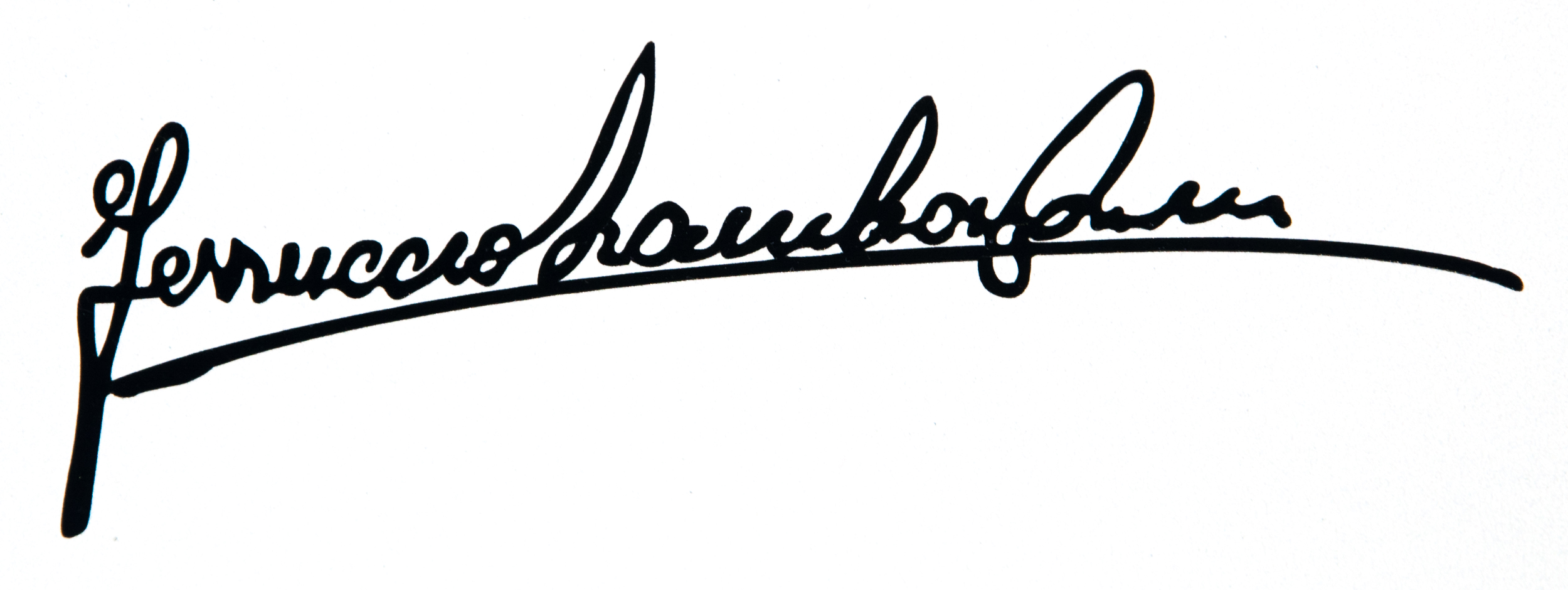
Подпись Ферруччо Ламборгини

### Отношение к гонкам
В то время как другие автопроизводители изо всех сил старались показать во время гонок скорость, управляемость и техническое совершенство своих автомобилей, Ферруччо Ламборгини дал ясно понять, что его компания не будет ни участвовать в соревнованиях, ни поддерживать какую-либо из гоночных команд.
Такое отношение вызывало трения между Ферруччо и его инженерами, бывшими работниками «Феррари», которые были любителями гонок. Несколько инженеров в свободное время начали проектировать автомобиль со средним расположением двигателя для участия в соревнованиях. Сам Ферруччо увидел этот проект уже на стадии прототипа. Он разрешил продолжить проект, но ни одной гоночной версии автомобиля не было изготовлено. Позднее эти наработки легли в основу Lamborghini Miura.

## Конец автомобильного бизнеса
В 1972 году Ламборгини потратил значительные суммы на расширение производства тракторов для поставок по контракту в Южную Америку. Контракт был прерван, и финансовые затруднения вынудили Ферруччо продать часть своей тракторной компании.
В том же 1972 году Жорж-Анри Росетти стал партнёром Ламборгини в его автомобильном бизнесе. Через год Ферруччо продал свою долю Automobili Lamborghini S.p.A. Рене Леймеру.

## После ухода из автомобильного бизнеса
В 1974 году Ламборгини покупает приглянувшиеся ему ранее 740 акров земли вместе с недвижимостью под названием La Fiorita, на берегу озера Тразимено, в Кастильоне-дель-Лаго, Умбрия. Сначала он приезжал туда, чтобы отдохнуть. Позже начал выращивать виноград и стал виноделом. 
Начал производить автомобили для гольфа, сделал автомобиль для папы Римского Иоанна Павла II.
По некоторым сведениям Ферруччо в 1974 году, то есть в возрасте 58 лет, женился в третий раз, но другие источники говорят, что женитьбы не было, и дочь Патриция родилась от второй жены Анниты.
Ферруччо Ламборгини умер 20 февраля 1993 года от сердечного приступа. Тело его было захоронено на кладбище монастыря Чертоза ди Болонья в фамильном склепе.

## Образ в культуре
«Ламборгини: Человек-легенда» — биографический драматический фильм 2022 года, написанный и снятый Робертом Мореско. Роль Ферруччо Ламборгини исполнил Фрэнк Грилло.

## Награды
- Кавалер труда (1969)[8].